# Monte Pidocchina
Il monte Pidocchina è una montagna dell'Appennino tosco-emiliano che raggiunge un'altitudine di 1296 m. 
Rientra nel territorio del comune di Sambuca Pistoiese, in provincia di Pistoia. Si tratta della massima elevazione del crinale che separa la valle del fiume Reno dalla valle della Limentra.
Sebbene il panorama sia in parte ostacolato dalla vegetazione, tuttavia è possibile scorgere dalla cima sia le montagne vicine (Corno alle scale, monte Gennaio, monte Orsigna, monte Cavallo, monte Tresca, monte dei Boschi, monti dell'Acquerino), sia i gruppi montuosi lontani quali le Alpi Apuane e le Alpi; è possibile scorgere anche le isole d'Elba e di Capraia.
Sulle pendici nordoccidentali si trova la borgata di Frassignoni, nel comune di Sambuca Pistoiese.
È sede di ripetitori di compagnie telefoniche (TIM, VODAFONE, WIND, ILIAD), di trasmettitori Hiperlan per internet a larga banda via radio in uso a Clouditalia e di ripetitori radio-TV, per garantire la copertura ai comuni di Alto Reno Terme (BO), Sambuca Pistoiese (PT), San Marcello Piteglio (PT) e zone limitrofe.
Per quello che riguarda le TV ad oggi sono presenti i seguenti mux:
1. TVL Pistoia DVB CH 25 Verticale
2. RAI DVB1 Toscana CH 27 Verticale
3. Mediaset DVB4 CH 28 Verticale

Sono presenti inoltre le tre reti radiofoniche della Rai (Radio1, Radio2 e Radio3).
Sulla cima del monte era presente anche un ripetitore radio ad uso di Enel per il proprio sistema RIAM, utilizzato nel passato per raggiungere via radio i mezzi dell'azienda elettrica sul territorio. Ad oggi il sistema è abbandonato, ma il sito è rimasto di proprietà della società Enel.net.
Fino alla seconda metà degli anni 80 del secolo scorso, il Monte Pidocchina è stato anche meta di sciatori, grazie ad uno skilift e due piste posizionati lungo le pendici settentrionali, in prossimità della cima.